# Cinco lagos del Fuji

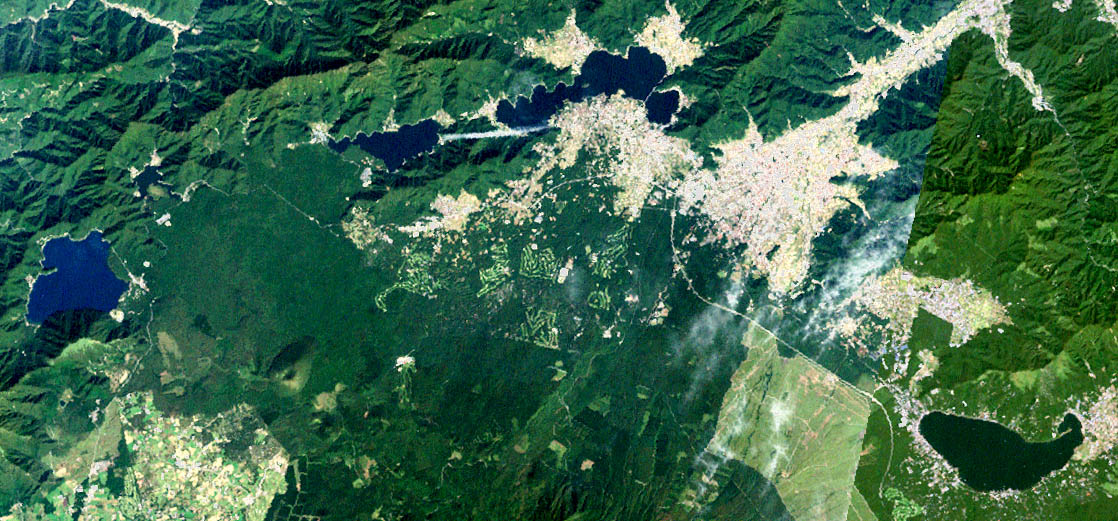
Cinco Lagos del Fuji

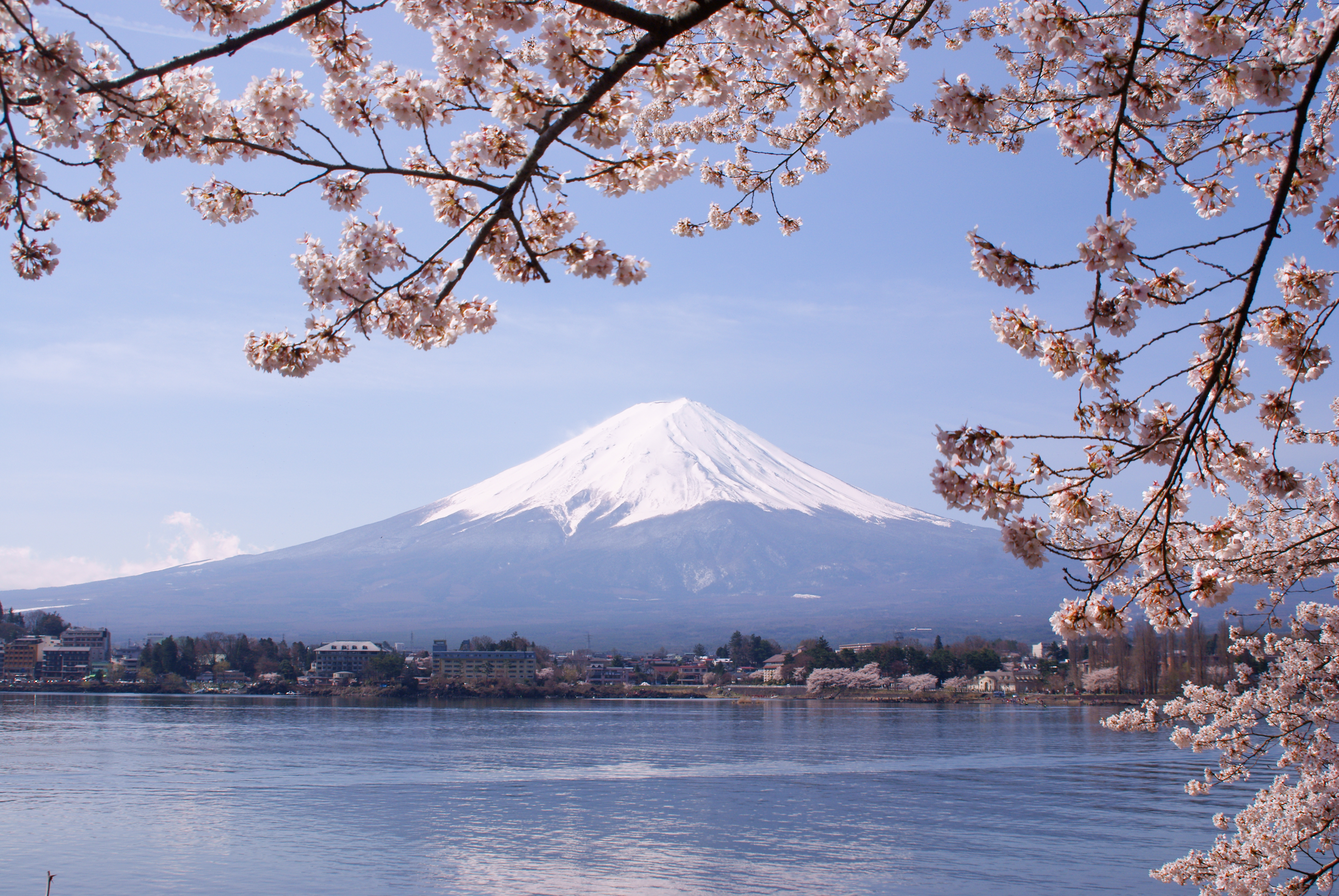
Lago Kawaguchi

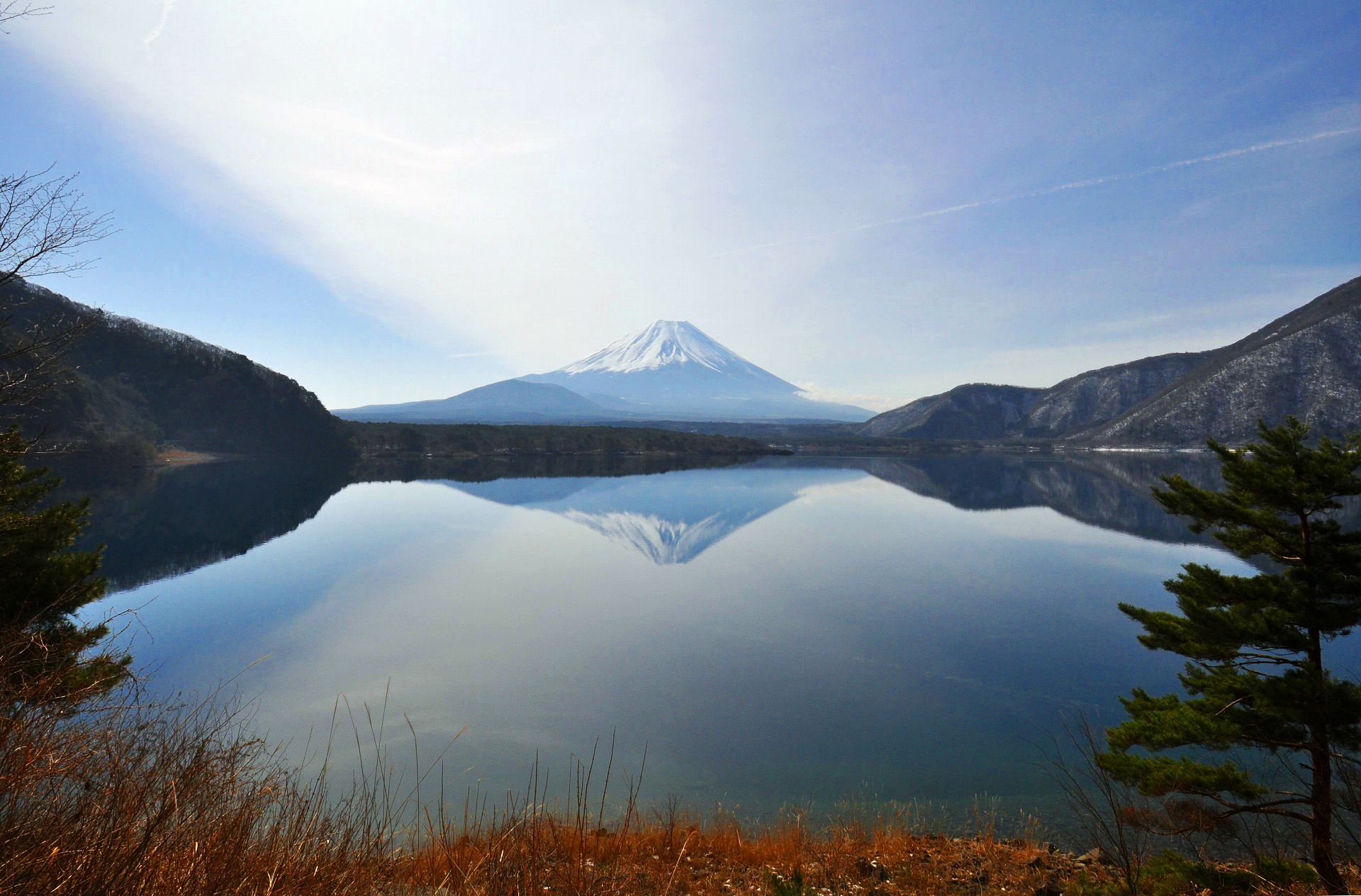
Lago Motosu

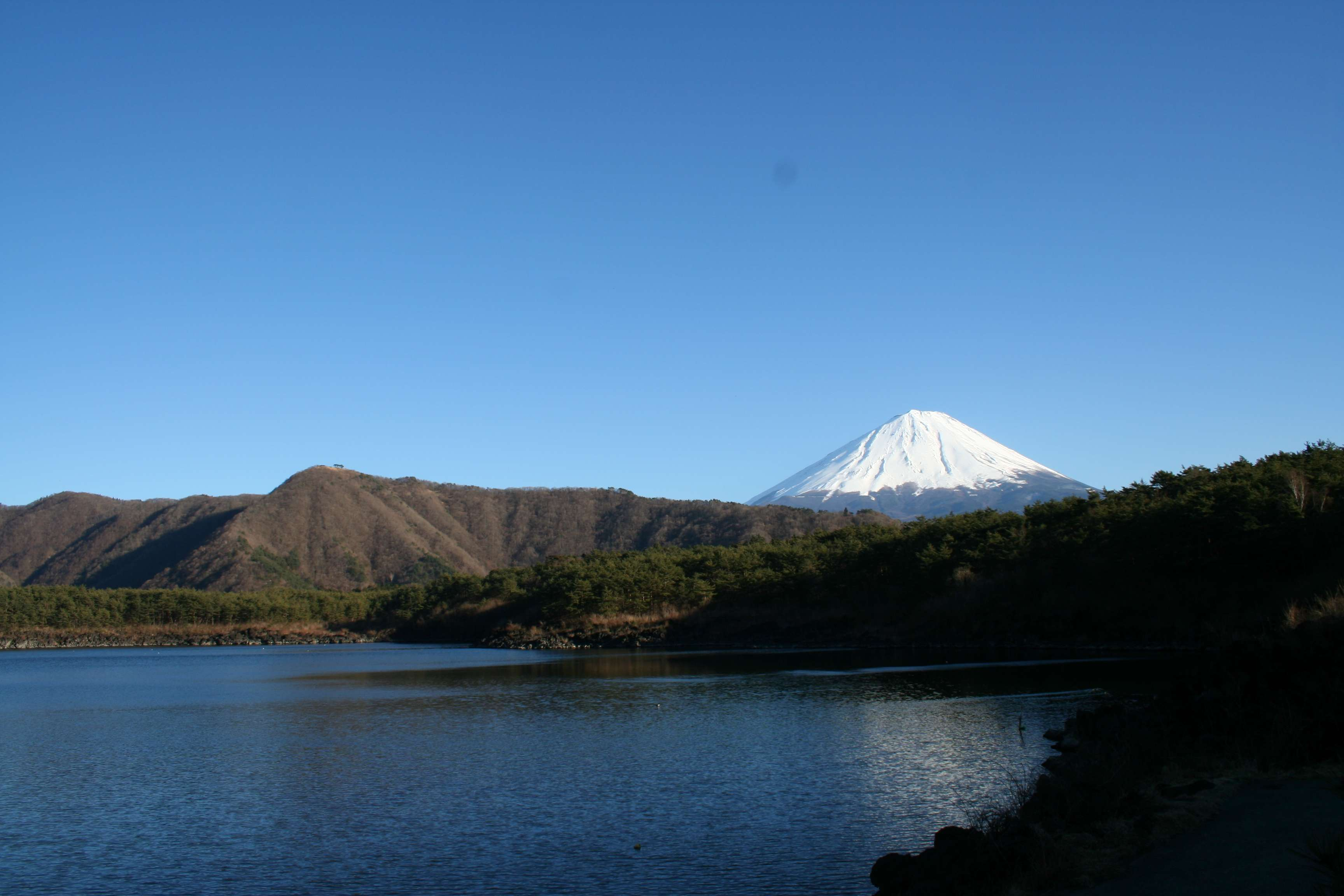
Lago Sai

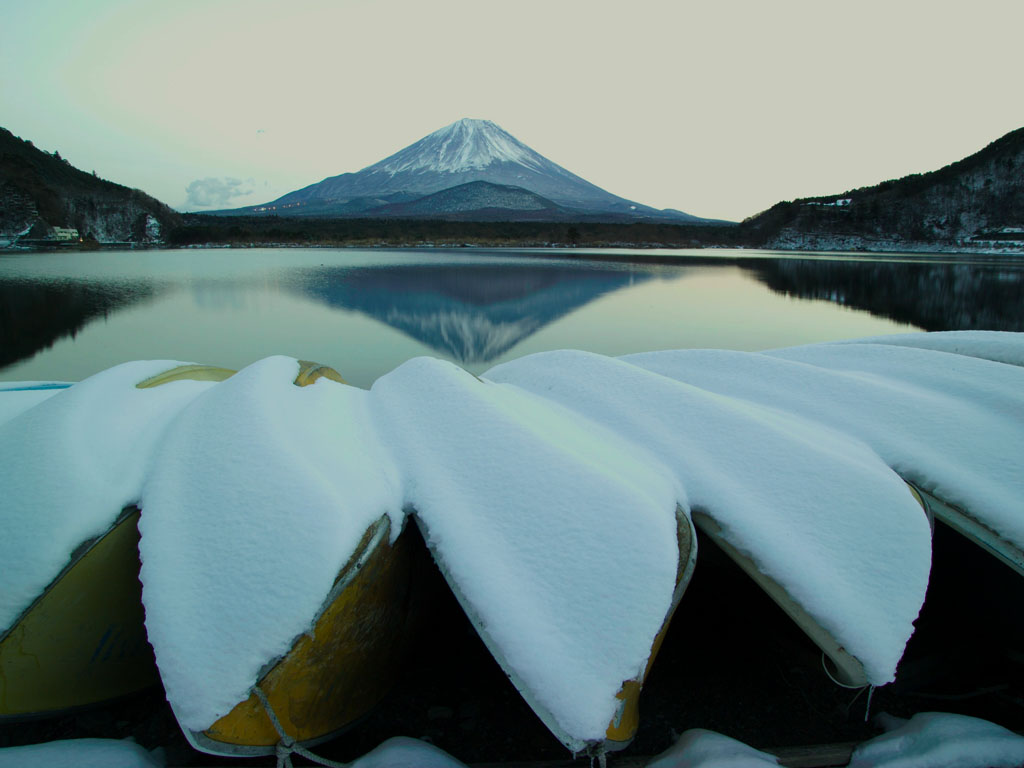
Lago Shōji

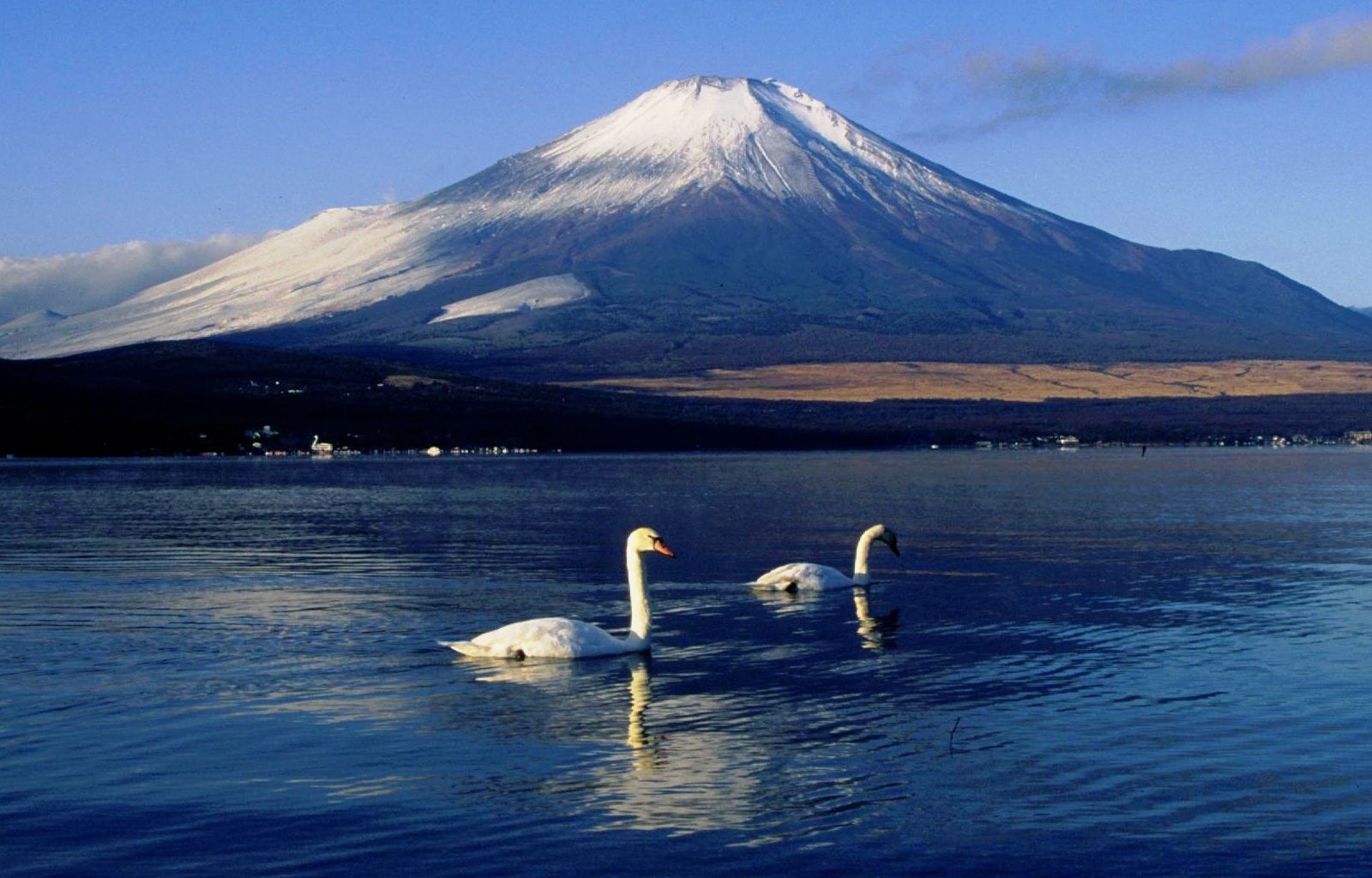
Lago Yamanaka

Los Cinco Lagos de Fuji (富士五湖 Fuji-goko?) es la región que se encuentra en la base del Monte Fuji, en la prefectura de Yamanashi  de Japón. Tiene una población de 100 000 habitantes y está aproximadamente a 1000 metros sobre el nivel del mar. El origen del nombre viene de que hay cinco lagos formados por las erupciones del Monte Fuji.
La principal región, Fujiyoshida, tiene una población de apenas 54 000 y recibe fama por sus fideos (noddles) udon. Otro punto de interés es el Aokigahara. 

## Lagos

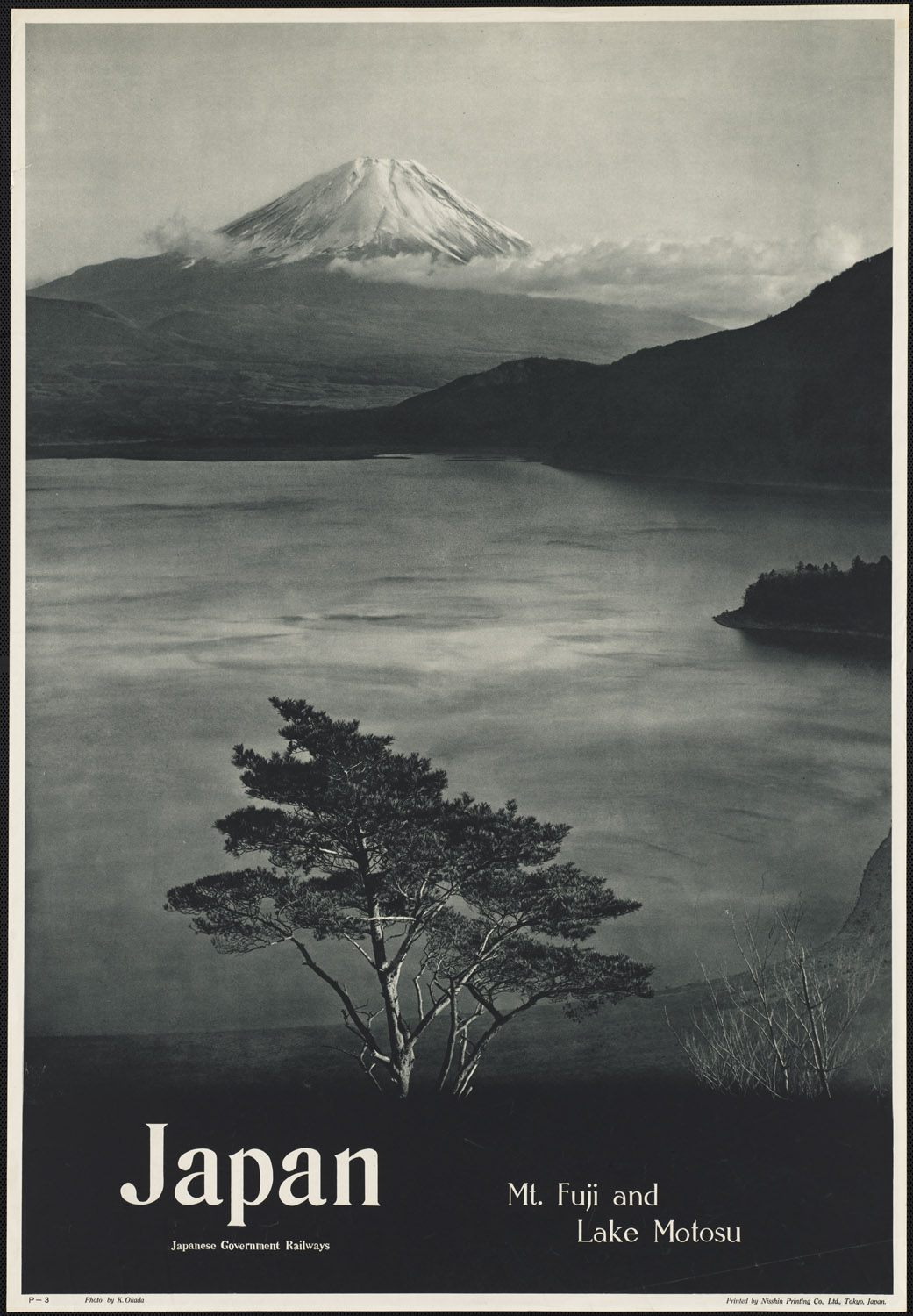
Póster de viaje de los años 30 que muestra el lago Motosu.

Los cinco lagos se localizan en un arco alrededor de la mitad norte del Monte Fuji. En tiempos antiguos, la lava de las erupciones volcánicas se extendió por la zona, embalsando los ríos y resultando en la formación de los lagos. Se consideran atracciones turísticas de primera categoría y buenos sitios para pescar.
- Lago Kawaguchi (河口湖 Kawaguchi-ko), el más famoso de los cinco, y sus fotografías suelen usarse como promoción de la región de los Cinco Lagos. Hay un gran número de hoteles en sus cercanías y la gente local ofrece paseos en bote a los turistas. Es el único lago de los cinco que tiene una isla. Se hacen muchos eventos culturales cerca del lago durante todo el año.

- Lago Motosu (本栖湖 Motosu-ko), el noveno lago más profundo de Japón, con 140 metros de profundidad. Junto con el lago Sai y el lago Shōji, se formaron de la lava que venía de lo que hoy es Aokigahara, introduciéndose en el enorme lago que existió en su día. Estos tres lagos todavía están conectados por aguas subterráneas.

- Lago Sai  (西湖 Sai-ko), en cuyas riberas del lado oeste se encuentra el tristemente famoso Aokigahara.

- Lago Shōji  (精進湖 Shōji-ko), el más pequeño de los cinco lagos. Todavía se encuentran algunas reminiscencias de lava.

- Lago Yamanaka (山中湖 Yamanaka-ko), el que está más al este y el más grande de los cinco. Está a una altitud de 980 metros sobre el nivel del mar.

## Industria turística
La mayor parte del capital de la región proviene de la industria turística. Recauda aproximadamente 100 000 000 000 yenes todos los años y recibe unos 9 000 000 de visitantes. Las principales atracciones del área son:
- Monte Fuji
- Onsen
- Fuji-Q Highland: un parque de atracciones que incluye una de las montañas rusas más grandes del mundo.
- Los lagos: Para visitar, navegar y pescar.
- Senderismo y escalada.
- いやしの里 iyashinosato: una reconstrucción precisa de una villa japonesa.